# Venne (Gudensberg)
Venne war der Sammelname von zwei oder gar drei um die Wende vom 14. zum 15. Jahrhundert wüst gefallenen Siedlungen in der heutigen Gemarkung von Gudensberg im nordhessischen Schwalm-Eder-Kreis: Langenvenne, Mittelvenne (51° 11′ 15″ N, 9° 21′ 43″ O) und vielleicht auch Rittervenne.

## Geschichte
Die ersten bekannten Bezeichnungen des Orts oder der dicht beieinander liegenden Orte Mittel- und Langenvenne waren „Fanahessis“ und „Fanache“ im 9. Jahrhundert, als Engelher de Hassia dem Kloster Fulda seine Güter zu Venne übereignete und bald darauf er und Rudunc, wohl Verwandte, dem Kloster ihr praedium (Landgut, Grundstück) Venne übergaben. 1045/46 wird ein Ort „vanahae“ im Hessengau in der Grafschaft Maden bzw. in der Grafschaft des Grafen Werner erwähnt, als Kaiser Heinrich III. einer gewissen Kuniza dort Besitz schenkte. Im Jahre 1102 gab es mit Sicherheit bereits zwei Dörfer namens „vennee“, als Graf Werner IV., Vogt des Klosters Kaufungen, der dortigen Äbtissin Diameda Mansen in zwei verschiedenen Orten namens „vennee“ übergab; dabei handelte es sich offenkundig um Mittelvenne und das benachbarte Langenvenne.
Auch die wenigen weiteren urkundlichen Erwähnungen von Venne lassen sich daher nur schwer einer der später mit eigenen Namen erscheinenden Siedlungen zuordnen:
- 1154/59 erwarb Abt Hildebold von Kloster Hasungen, in dessen Amtszeit der Besitz seines Klosters erheblich vermehrt wurde, u. a. eine Hufe in Venne.
- 1266 verkaufte Konrad von Wehren dem Kloster Hasungen 1½ Hufen in Venne.
- 1295 verkauften die Gebrüder von Schwarzenberg dem hessischen Landgrafen Heinrich I. ein Malter Weizen zu Venne.